# Wereldkampioenschap voetbal 2006 (Groep C) Servië en Montenegro - Nederland
Deze pagina is een subpagina van het artikel Wereldkampioenschap voetbal 2006. Hierin wordt de wedstrijd in de groepsfase in groep C tussen Servië en Montenegro en Nederland gespeeld op 11 juni 2006 nader uitgelicht.

## Nieuws voorafgaand aan de wedstrijd
- 27 mei - In Belgrado speelt Servië en Montenegro gelijk in haar laatste oefeninterland tegen Uruguay. Na een vroege voorsprong door een goal van Dejan Stanković kwamen de Uruguayanen in de slotfase terug.
- 4 juni - Nederland komt in een volgepakte Kuip niet verder dan een 1-1 gelijkspel tegen het Australisch voetbalelftal van Guus Hiddink. In een harde wedstrijd raken Phillip Cocu, Wesley Sneijder en Giovanni van Bronckhorst allen geblesseerd. Het is de vraag of zij het WK zullen halen.
- 4 juni - Mateja Kežman laat de training schieten, maar is volgens de medische staf van Servië en Montenegro op tijd fit om tegen Nederland aan te treden.
- 5 juni - Na een dag aan de kant gezeten te hebben traint Mateja Kežman weer volop mee en verwacht hij gewoon tegen Nederland te spelen.
- 6 juni - Na veel kritiek op het selecteren van Dušan Petković, de zoon van de bondscoach besloot de speler zelf op te stappen uit de selectie. Aangezien hij niet geblesseerd was mocht Servië en Montenegro geen vervanger oproepen, waardoor de WK-selectie uit slechts 22 spelers bestaat.
- 6 juni - Oranje arriveert in Duitsland met 25 in plaats van 23 spelers. Stijn Schaars en Nigel de Jong zijn uit voorzorg mee om eventueel een van de geblesseerde spelers te vervangen wanneer deze niet op tijd fit geraken.
- 7 juni - Alle vijf de twijfelgevallen binnen de Oranje selectie (Rafael van der Vaart, Kew Jaliens, Phillip Cocu, Wesley Sneijder en Giovanni van Bronckhorst) zijn inmiddels fit verklaard, of verwachten fit genoeg te zijn om tegen Servië en Montenegro aan te treden. De kans dat zij alsnog buiten de selectie zullen vallen is een stuk kleiner geworden.
- 9 juni - Stijn Schaars en Nigel de Jong blijken niet meer nodig en keren huiswaarts.

## Wedstrijdgegevens
| Datum                | 11 juni 2006                         | 11 juni 2006                         |
| Stadion              | Zentralstadion, Leipzig              | Zentralstadion, Leipzig              |
| Toeschouwers         | 37.216                               | 37.216                               |
| Scheidsrechter       | Markus Merk                          | Markus Merk                          |
| Assistenten          | Christian Schräer Jan-Hendrik Salver | Christian Schräer Jan-Hendrik Salver |
| Vierde man           | Mohamed Guezzaz                      | Mohamed Guezzaz                      |
| Man van de wedstrijd | Arjen Robben                         | Arjen Robben                         |
|                      | Servië en Montenegro                 | Nederland                            |
| Doelpunten           | 0                                    | 1                                    |
| Gele kaarten         | 4                                    | 2                                    |
| Rode kaarten         | 0                                    | 0                                    |
| Wissels              | 3                                    | 3                                    |
| Schoten op doel      | 4                                    | 6                                    |
| Schoten naast doel   | 7                                    | 6                                    |
| Overtredingen        | 15                                   | 23                                   |
| Hoekschoppen         | 6                                    | 4                                    |
| Buitenspel           | 2                                    | 3                                    |
| Strafschoppen        | 0                                    | 0                                    |
| Balbezit (tijd)      | 22'00"                               | 34'00"                               |
| Balbezit (%)         | 39%                                  | 61%                                  |

| Servië en Montenegro | 0 – 1                | Nederland |
| | doelpunten (assists) | 18' Arjen Robben (Robin van Persie) |
| Ilija Petković | bondscoach           | Marco van Basten |
| Dragoslav Jevrić Goran Gavrančić Nenad Đorđević 42' Mladen Krstajić Ivica Dragutinović Albert Nadj Igor Duljaj Dejan Stanković Predrag Đorđević Mateja Kežman 66' Savo Milošević 45' | opstellingen         | Edwin van der Sar Johnny Heitinga André Ooijer 86' Joris Mathijsen Giovanni van Bronckhorst 60' Mark van Bommel Wesley Sneijder Phillip Cocu Robin van Persie 69' Ruud van Nistelrooij Arjen Robben |
| Ognjen Koroman 42' Nikola Žigić 45' Danijel Ljuboja 66' | wissels              | 60' Denny Landzaat 69' Dirk Kuijt 86' Khalid Boulahrouz |
| Dejan Stanković 34' Ognjen Koroman 64' Ivica Dragutinović 81' Goran Gavrančić 90' | gele kaarten         | 56' Giovanni van Bronckhorst 85' Johnny Heitinga |
| | rode kaarten         | |

## Nabeschouwing
Een zwaarbevochten overwinning in de hitte van Leipzig. Arjen Robben maakt uiteindelijk de winnende treffer op aangeven van Robin van Persie. Opvallend is ook dat doelman Edwin van der Sar tot tweemaal toe kramp krijgt. Nederland kan zich nu opmaken voor Ivoorkust, vrijdag 16 juni, de volgende tegenstander.

## Overzicht van wedstrijden
| Groepswedstrijden | | | |
| Groep A | Groep B | Groep C | Groep D |
| Duitsland - Costa Rica Polen - Ecuador Duitsland - Polen Ecuador - Costa Rica Ecuador - Duitsland Costa Rica - Polen             | Engeland - Paraguay Trinidad en Tobago - Zweden Engeland - Trinidad en Tobago Zweden - Paraguay Zweden - Engeland Paraguay - Trinidad en Tobago | Argentinië - Ivoorkust Servië en Montenegro - Nederland Argentinië - Servië en Montenegro Nederland - Ivoorkust Nederland - Argentinië Ivoorkust - Servië en Montenegro | Mexico - Iran Angola - Portugal Mexico - Angola Portugal - Iran Portugal - Mexico Iran - Angola                               |
| Groep E | Groep F | Groep G | Groep H |
| Italië - Ghana Verenigde Staten - Tsjechië Italië - Verenigde Staten Tsjechië - Ghana Tsjechië - Italië Ghana - Verenigde Staten | Australië - Japan Brazilië - Kroatië Brazilië - Australië Japan - Kroatië Japan - Brazilië Kroatië - Australië                                  | Frankrijk - Zwitserland Zuid-Korea - Togo Frankrijk - Zuid-Korea Togo - Zwitserland Togo - Frankrijk Zwitserland - Zuid-Korea                                           | Spanje - Oekraïne Tunesië - Saoedi-Arabië Spanje - Tunesië Saoedi-Arabië - Oekraïne Saoedi-Arabië - Spanje Oekraïne - Tunesië |
| Achtste finales | | | |
| Duitsland - Zweden Argentinië - Mexico                                                                                           | Italië - Australië Zwitserland - Oekraïne | Engeland - Ecuador Portugal - Nederland | Brazilië - Ghana Spanje - Frankrijk                                                                                           |
| Kwartfinales | | | |
| Duitsland - Argentinië | Italië - Oekraïne | Engeland - Portugal | Brazilië - Frankrijk |
| Halve finales | | | |
| Duitsland - Italië | Duitsland - Italië | Portugal - Frankrijk | Portugal - Frankrijk |
| Troostfinale | | | |
| Duitsland - Portugal | | | |
| Finale | | | |
| Italië - Frankrijk | | | |